# Єнбецький сільський округ (Аккольський район)
Єнбе́цький сільський округ (каз. Еңбек ауылдық округі, рос. Жалгызкарагайский сельский округ) — адміністративна одиниця у складі Аккольського району Акмолинської області Казахстану. Адміністративний центр — село Єнбек.
Населення — 869 осіб (2021; 1193 у 2009, 1634 у 1999, 2256 у 1989).
Станом на 1989 рік існувала Трудова сільська рада (села Кірово, Підлісне, Трудове), з 1993 року — Трудовий сільський округ, з 2005 року — сучасна назва. Село Єнбек та селище Роз'їзд 32 були ліквідовані 2001 року.

## Склад
До складу округу входять такі населені пункти:
| Населений пункт    | Колишні назви       | Населення, осіб (1989) | Населення, осіб (1999) | Населення, осіб (2009) | Населення, осіб (2021) |
| ------------------ | ------------------- | ---------------------- | ---------------------- | ---------------------- | ---------------------- |
| Єнбек, село        | Трудове             | 1351                   | 1123                   | 925                    | 695                    |
| Єнбек, село        | -                   | -                      | 0                      | -                      | -                      |
| Рамадан, село      | Кірово              | 418                    | 266                    | 173                    | 116                    |
| Роз'їзд 32, селище | -                   | -                      | 0                      | -                      | -                      |
| Табігат, село      | Підлісне, Димитрово | 487                    | 245                    | 95                     | 58                     |